# Nicktoons (Países Bajos)
Nicktoons es un canal de televisión neerlandesa en los Países Bajos. Está orientado a un público de 6 a 13 años.